# Differential Global Positioning System

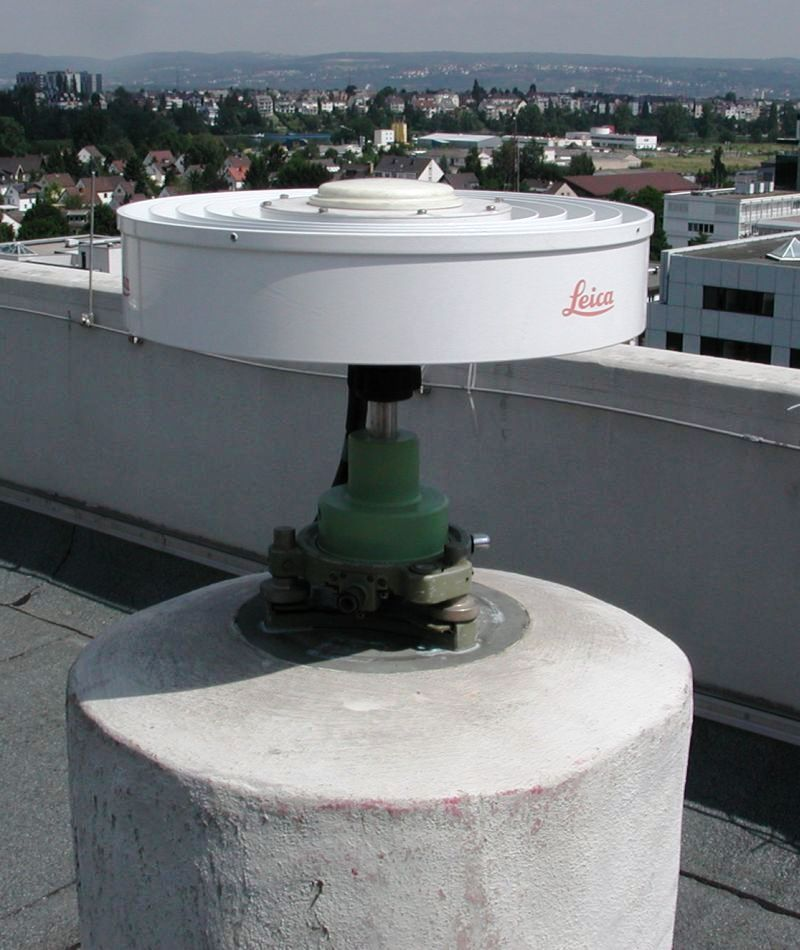
DGPS-Referenzantenne (Choke-Ring-Antenne)

Differential Global Positioning System (DGPS; deutsch „Differentielles Globales Positionierungssystem“) bezeichnet Verfahren, die durch das Ausstrahlen von Korrekturdaten (Bahn- und Zeitsystem) die Genauigkeit der GNSS-Navigation steigern können. Die Bezeichnung ist vom amerikanischen GPS abgeleitet, obwohl inzwischen auch Signale anderer Satellitennavigationssysteme in das Verfahren einbezogen werden.

## Funktionsprinzip
Die Positionsbestimmung mittels GNSS basiert auf Laufzeitdifferenzen der Signale von mehreren Satelliten zu einem Empfänger, siehe Hyperbelnavigation.
Dabei wird vorausgesetzt, dass Entfernungsdifferenzen proportional zu den Zeitdifferenzen sind.
In der Praxis ergeben sich Ungenauigkeiten, weil die Signalgeschwindigkeit in der Tropo- und Ionosphäre zeitlich und räumlich leicht variiert, siehe GNSS. Zudem sind die Bahnen und Uhrenfehler der Satelliten dem Empfänger nicht genau bekannt. Die Einflüsse dieser Effekte sind für benachbarte Empfänger gleich und lassen sich durch geeignete Auswertemethoden eliminieren.
Mit zunehmendem Abstand der Empfänger zueinander wird die Korrektur weniger genau. Größere Abstände lassen sich überbrücken, wenn zwischen mehreren Referenzstationen interpoliert wird. Zudem unterscheiden sich die Verfahren danach, ob Positionen oder Pseudostrecken zu einzelnen Satelliten korrigiert werden.

### Referenzstation

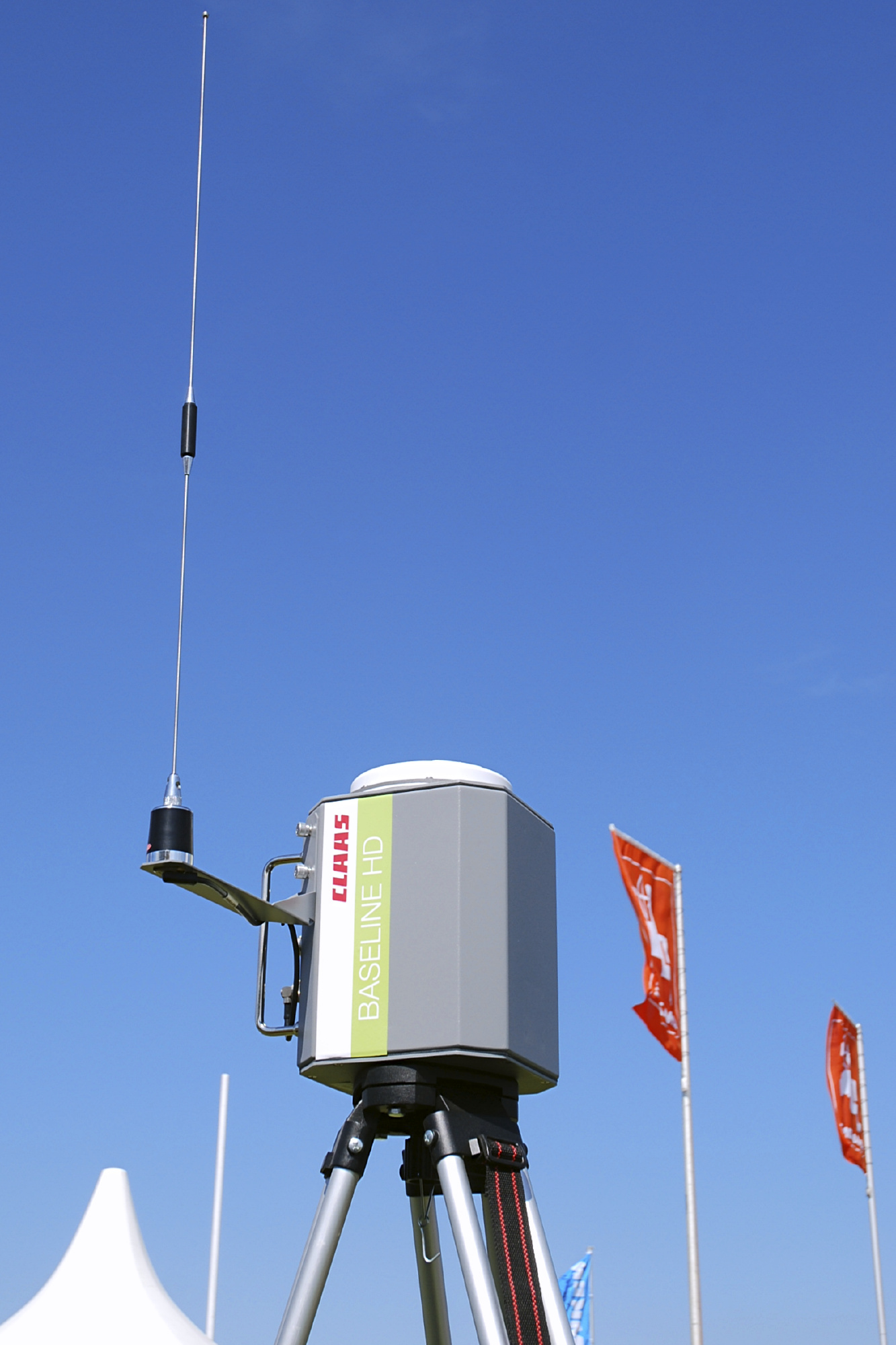
Mobile Referenzstation Baseline HD von Claas für den Einsatz bei satellitengestützten Lenksystemen in der Landwirtschaft

Beim DGPS werden ortsfeste GPS-Empfangsstationen, sogenannte Referenzstationen, benutzt, deren exakte Lage durch klassische Vermessungsmethoden bestimmt wurde. Aus der Abweichung der tatsächlichen und der empfangenen Position lassen sich die wirklichen Laufzeiten der Signale für jeden Satelliten sehr genau bestimmen. Die Differenzen der theoretischen und der tatsächlichen Signallaufzeiten werden an die DGPS-Empfänger in der Umgebung übertragen.

### DGPS-Empfänger
Die DGPS-Empfänger korrigieren ihre Position mit diesen Korrektursignalen, wodurch sich die Position des Empfängers erheblich genauer berechnen lässt. Die für den Empfang der Korrektursignale notwendige Empfangsantenne ist in manchen Fällen in das Gehäuse der GNSS-Antenne integriert. Fällt die (Funk-)Verbindung zur DGPS-Sendeanlage aus, schaltet der Empfänger in den unkorrigierten GNSS-Modus mit normaler Genauigkeit um.
Wie stark die Genauigkeit erhöht werden kann, hängt hauptsächlich von der Entfernung des DGPS-Empfängers von der Referenzstation ab. Die erreichbare Genauigkeit liegt je nach Qualität des Empfängers und der Korrekturdaten zwischen 0,3 m und 2,5 m für die Lage (x, y) und bei 0,2 m bis 5 m für die Höhe. Hochqualitative Systeme werten zusätzlich die Phasenverschiebung der Trägerwelle aus (wie z. B. bei geodätischen Empfängern üblich) und erreichen so Genauigkeiten von wenigen Millimetern (± 1 mm bis ± 10 mm pro km Abstand zur Referenzanlage).

### Offline-Methode (Postprocessing)
Man kann die Messdaten (die empfangenen Satellitensignale) entweder für eine nachträgliche Auswertung aller Messpunkte aufzeichnen (offline) oder die Positionskorrekturen der Basisstation online an alle Rover übermitteln. Erstere Methode wurde vor allem in der Anfangszeit von GPS verwendet, wird aber teilweise bis heute für genaue Vermessungsnetze angewandt.
Die Berechnung erfolgt durch einen räumlichen Netzausgleich, der entweder auf den Signal-Laufzeiten oder auf ihrer Phasenmessung beruht. Wenn Genauigkeiten im Dezimeter- bis Meterbereich ausreichen, genügt auch die Ausgleichung der von den Empfängern direkt berechneten Positionen.
Für weit ausgedehnte Vermessungsnetze kann es notwendig sein, diese in überlappende Abschnitte zu unterteilen, die sogenannten Sessionen. Mit den vorhandenen Empfängern wird ein Teil der Punkte und ein bis drei Referenzpunkte gleichzeitig eingemessen; mittels letzteren kann das gesamte Netz a posteriori einheitlich ausgeglichen werden. Auch eine nachträgliche „Anfelderung“ einzelner Netzteile ist möglich.
Im ersten GPS-Jahrzehnt, als die Empfänger noch sehr teuer waren, wurden auch Verfahren zur Genauigkeitssteigerung mit nur einem Empfänger entwickelt („single receiver methods“), unter anderem das qGPS (Quasidifferenz-GPS) der TU Wien, das die einzelnen Messpunkte durch wiederholtes Aufsuchen eines zentral gelegenen Bezugspunktes gegeneinander versteift.
Besonders geeignet erwies sich dafür der Garmin-Empfänger GPS II (1995), mit dem sich trotz Datenverschleierung (Selective Availability) die Genauigkeit von etwa ±50 m auf einige Meter verbessern ließ.
Die wiederholten Messungen auf dem Bezugs- bzw. Knotenpunkt (genannt „reoccupation“) ermöglichten durch geeignete Ausgleichung nicht nur eine genauere Vernetzung, sondern auch die Bereinigung eines eventuellen zeitlichen Trends in den ermittelten GPS-Koordinaten der Messpunkte.

### Online-Methoden (Korrektursignale)
Im Allgemeinen werden jedoch die Korrekturdaten der Referenzstation(en) direkt an alle Empfänger gefunkt oder – im Falle regionaler Permanentstationen – auch über das Internet verbreitet.
Durch telefonische oder Funkübertragung der Korrekturdaten einer Basisstation kann jeder Rover sofort seine Ortungsgenauigkeit erhöhen. Eine feinere Korrektur kann auch im Nachhinein erfolgen, wenn Rover und Basisstation alle Daten zur Positionsbestimmung aufzeichnen (Postprocessing).
Die Korrekturdaten können vom Anwender selbst erzeugt werden, wenn ein zweiter GPS-Empfänger vorhanden ist. Um aber auf Zweitgeräte verzichten zu können, haben viele Länder permanente Referenzstationen eingerichtet, die von Anwendergruppen oder der amtlichen Landesvermessung betrieben werden (z. B. das SAPOS-Netz der deutschen Bundesländer). Dadurch sind auch mit nur einem Empfänger hochgenaue Positionsbestimmungen möglich, bei entsprechender Hardware sogar praktisch in Echtzeit.
- Für Deutschland wurde SAPOS-HEPS (Hochpräziser Echtzeit Positionierungs-Service) entwickelt. Er bietet eine Lagegenauigkeit von ca. 1–2 cm und eine Höhengenauigkeit von ca. 2–3 cm.

Für Messungen im SAPOS-System benötigt man Roverausrüstung mit einem geodätischen, RTK-fähigen GNSS-Empfänger, sowie ein Modem / Handy für den Empfang der SAPOS-Daten. Man kann sich dabei (unter Beibehaltung von Satellitenkontakt und Handyverbindung) von Punkt zu Punkt bewegen, ohne den Empfänger jedes Mal neu initialisieren zu müssen. Dies ermöglicht flexibles Arbeiten und man erhält sofort die Koordinate eines Punktes im ETRS-Koordinatensystem. Als Beobachtungszeit pro Punkt genügen 5–20 Sekunden.

Vorteil: Wirtschaftlichkeit durch geringen Zeit- und Personalaufwand. Koordinaten direkt erhältlich, ohne innendienstliche Nachbearbeitung. Keine Abhängigkeit von Tageszeit oder Wetter.

Nachteil: Koordinatenbestimmung in präziser Lage nur durch Koordinaten-Transformation.
- In anderen Ländern wurden ähnliche Datendienste aufgebaut, die entweder amtlich, von Vermessungsdiensten oder von EVUs betrieben werden. In Österreich sind es v. a. Kraftwerksbetreiber und das dGPS der Ingenieurbüros, in der Schweiz das swipos der Landestopografie, in Deutschland neben Sapos Anbieter wie ALF, AMDS oder ascos.
- Bei der Methode der Pseudorange-Korrektur berechnet die Basisstation die Fehler der Strecken zu den Satelliten und übermittelt diese an den Rover. So ist auch eine Korrektur möglich, wenn von der Basisstation und dem Rover unterschiedliche Satelliten empfangen werden. Es sind Genauigkeiten < 1 m möglich.
- Bei sehr genauen Messungen wird auch die Phasenlage der Satellitensignale ausgewertet. Dadurch sind Genauigkeiten von 1–10 mm pro km Abstand zur Basisstation erreichbar.
- Auf dem Meer ist eine geringere Genauigkeit ausreichend, doch eine Verbreitung über Radio nützlich. Für die Bundesrepublik Deutschland werden Differential-Stationen von der Wasserstraßen- und Schifffahrtsverwaltung des Bundes betrieben. Sie arbeiten nach dem internationalen IALA-Standard und senden Korrekturdaten auf Mittelwelle für den Küsten- und Binnenbereich aus. Zentrale technische Behörde ist das Amt für Binnen-Verkehrstechnik.

## Verbreitung der Korrektursignale

### Funk
Die Korrektursignale werden üblicherweise über Funk oder für spezielle Anwendungen über andere Datenübertragungswege an die DGPS-Empfänger übermittelt. Da sich die Laufzeitunterschiede der einzelnen GNSS-Signale nur langsam ändern, ist diese Übertragung nicht zeitkritisch. Für einfache DGPS-Korrektur reicht eine Korrektur alle drei Sekunden aus, für hochgenaue DGPS-Korrektur sind sehr viel höhere Raten im Bereich von 0,1 Sekunden nötig.
Neben den regionalen DGPS-Korrekturdaten, die jeweils von einer einzelnen Referenzstation abgeleitet und ausgesendet werden, gibt es auch Korrekturdaten für große Gebiete, die über geostationäre Satelliten verbreitet werden (SBAS). Diese Daten werden aus den Empfangsdaten in einem Netz von Referenzstationen abgeleitet und für kontinentweite Verbreitung über geostationäre Satelliten gesendet. In Europa heißt dieses satellitengestützte DGPS-System EGNOS, in Amerika WAAS, in Japan MSAS und in Indien GAGAN.
Bodenbasierte Systeme (GBAS) werden in der Bundesrepublik Deutschland im Rahmen des Satellitenpositionierungsdienstes der deutschen Landesvermessung (SAPOS) betrieben. Ein weiterer Betreiber von Referenzstationen ist die Wasser- und Schifffahrtsverwaltung des Bundes (WSV). Deren Stationen arbeiten nach dem internationalen Standard der International Association of Marine Aids to Navigation and Lighthouse Authorities (IALA) und senden Korrekturdaten auf Mittelwelle für den Küsten- und Binnenbereich aus. Zentrale technische Behörde ist die Fachstelle der WSV für Verkehrstechniken in Koblenz.
Folgende Referenzstationen können bzw. konnten in Deutschland genutzt werden:
DGPS-Korrektursender der Wasser- und Schifffahrsverwaltung (WSV)
Die WSV betreibt sieben einfache DGPS-Korrektursender (Mittelwelle 283,5 bis 315 kHz, alle drei Sekunden) nach IALA-Standard. Damit kann in der Schifffahrt die Schiffsposition auf wenige Meter genau bestimmt werden.
für See:
- der WSV Helgoland (intl. „Düne“)
- Groß Mohrdorf (int. „Wustrow“)

für Binnengewässer:
- Zeven
- Bad Abbach
- Iffezheim
- Mauken
- Koblenz

Nicht mehr in Betrieb
- Deutschlandfunk Sender Donebach (Langwelle 153 kHz, die Übertragung erfolgte nach dem AMDS-Verfahren parallel zum Rundfunkprogramm) – Seit 1. Januar 2015 außer Betrieb.
- Bodenseesender (Mittelwelle: Sendefrequenz 666 kHz, die Übertragung erfolgte nach dem AMDS-Verfahren parallel zum Rundfunkprogramm). – Seit 8. Januar 2012 außer Betrieb.
- DCF42 (Langwelle, dedizierter DGPS-Sender mit AMDS-Verfahren, Senderstandort: Mainflingen neben dem Zeitsender DCF77). – Seit Ende 2005 außer Betrieb.
- DRS Beromünster (Schweiz) (Mittelwelle: Sendefrequenz 531 kHz, die Übertragung erfolgte nach dem AMDS-Verfahren parallel zum Rundfunkprogramm). – Seit 28. Dezember 2008 außer Betrieb.
- Europäische Sendestationen des Funknavigationssystems LORAN-C sendeten zusammen mit dem LORAN-C-Signal DGNSS-Korrekturdaten aus. Dieser als Eurofix bezeichnete Dienst sollte im gesamten Sendebereich des Northwest European LORAN-C System (NELS) verfügbar sein und sendete ungefähr alle zwei Sekunden.[3] Die Datenrate des damals neuen Standards eLORAN war ähnlich. Beide Verfahren wurden hauptsächlich im maritimen Bereich eingesetzt.

### Internet
DGPS-Daten können, wie jedes andere Echtzeit-Datenformat, mit verschiedensten Methoden über das Internet zur Verfügung gestellt werden. Das Ntrip-Protokoll bietet ein von der RTCM standardisiertes Verfahren zur Übertragung von DGPS- und anderen Navigationsdaten. Da Navigation meist außerhalb kabelgebundener Internetanschlüsse geschieht, ist hier eine Verbreitung über WLAN und insbesondere Mobilfunk gemeint.

## Weitere Information zur Zuverlässigkeit
Auf Funk basierende Systeme sind prinzipbedingt nicht sicher und können durch Funkstörungen ausfallen. Bei GNSS gibt es neben den natürlichen Funkproblemen noch die nicht auszuschließende Möglichkeit einer unangekündigten Verschlüsselung oder absichtliche Fehler der GNSS-Signale durch den jeweiligen Betreiber, wie es lange Zeit beim amerikanischen GPS-System üblich war. Um trotzdem sicherheitsrelevante Anwendungen wie die Navigation von Flugzeugen zu ermöglichen, können neben den Korrektursignalen auch Signale über die aktuelle GNSS-Güte von der Referenzstation an die DGPS-Empfänger übertragen werden. Kann der DGPS-Empfänger also die GNSS-Signale empfangen, das Korrektursignal von der Referenzstation und zusätzlich die darin enthaltene Information, dass die GNSS-Satelliten unverfälschte Signale aussenden, kann er von einer zuverlässigen Positionsmessung ausgehen. Ist eine dieser Bedingungen nicht erfüllt, dürfen die Positionsdaten nicht für sicherheitsrelevante Anwendungen herangezogen werden; in diesem Fall muss beispielsweise ein Flugzeugführer GNSS-basierte Navigationssysteme und automatische Start- und Landesysteme abschalten und durch andere Methoden ersetzen.

## Anwendung
Das Verfahren wird zum Beispiel beim Militär, in der Schifffahrt, beim Präzisionsackerbau und großflächig zur Vermessung in der Geodäsie angewendet. Viele GNSS-Empfänger für den Endanwender haben bereits in der untersten Preisklasse DGPS implementiert.

### Luftfahrt
Anhang 10 des Abkommens über die Internationale Zivilluftfahrt (ICAO Annex 10, Volume I) definiert die Anforderungen an Navigationssysteme in der Luftfahrt. Dieser Standard unterscheidet zwischen folgenden Anwendungen von GNSS für die Flugnavigation:
- Streckennavigation: Seit 1998 ist Streckennavigation im Flugverkehr mittels GPS in Deutschland erlaubt. Dazu müssen die zugelassenen Geräte eine Zuverlässigkeitsprüfung der Daten durchführen (RAIM), die den Empfang von mindestens fünf Satelliten benötigt (Moderne GPS-Empfänger außerhalb der Luftfahrt haben heute 12 und mehr Empfangskanäle).

- Nichtpräzisionsanflüge: Nichtpräzisionslandeanflüge (engl. Non-Precision Approach, NPA) können mit GNSS als einziger Navigationsmethode absolviert werden. Es darf jedoch nur die horizontale Information verwertet werden, für eine Präzisionslandung ist die Höhenmessung nicht genau genug für die Führung auf dem Gleitweg. Bodengestützte Navigationshilfen sind hierfür nicht nötig.

- Landeanflüge mit Hilfe von EGNOS: Mithilfe des europäischen SBAS namens EGNOS sollen Präzisionsanflüge bis zur Kategorie I möglich werden, bei einer Signalauffrischung alle 500 ms. Bei höheren Anforderungen oder schwierigen Empfangsbedingungen sollen bodenbasierte Systeme, wie SAPOS, eingesetzt werden. Der hochpräzise, kostenpflichtige Echtzeit-Positionierungs-Service (HEPS) dieses Systems ermöglicht eine horizontale Lagegenauigkeit von 1 bis 2 cm und eine Höhengenauigkeit von 2 bis 3 cm.

- Landeanflüge mit Hilfe von GBAS: Ferner gibt es in der Luftfahrt das Ground Based Augmentation System (GBAS). GBAS ermöglicht man durch Nutzung von DGPS-Sendern auf Flughäfen in der Regel Präzisionsanflüge bis zur Kategorie I. Es gibt schon erste GBAS-Anlagen, die Präzisionsanflüge bis zur Kategorie II ermöglichen, z. B. am Flughafen Frankfurt.[5]

## Winkelmessung
GNSS-basierte Verfahren zur Winkelmessung beruhen auf denselben Signalen wie die Ortsbestimmung, nutzen aber ein vollkommen anderes Messprinzip: Auf einem Antennenträger werden zwei Antennen mit definiertem Abstand montiert, deren Empfangssignale miteinander verglichen werden. Es wird kein Referenzsignal von einer ortsfesten Referenzanlage benötigt, sondern aus Antennenabstand und Phasenverschiebung kann direkt der Winkel der Antennen-Verbindungsachse zum Satelliten und, mit den Ephemeriden des Satelliten, auch der gegen die Nordrichtung bestimmt werden. Messgenauigkeiten von 0,01° bis 0,1° lassen sich erzielen.
Geräte dieser Art werden gelegentlich als elektronischer Kompass oder GPS-Kompass bezeichnet. Sie sind auf Grund ihres höheren Geräteaufwandes und kleiner Stückzahlen relativ teuer und wenig verbreitet. Verwendet werden sie beispielsweise auf Schiffen oder Baumaschinen.